# Rajd Wysp Kanaryjskich 2014
Rajd Wysp Kanaryjskich 2014 (Rally Islas Canarias 2014) to kolejna, 38 edycja Rajdu Wysp Kanaryjskich rozgrywanego na terenie Hiszpanii, na Wyspach Kanaryjskich. Rozgrywany był w dniach 27-29 marca 2014 roku. Była to pierwsza runda Rajdowych Mistrzostw Hiszpanii (rajd o współczynniku 1,5) w roku 2014. Składał się z 12 odcinków specjalnych.
Didier Auriol jako trzeci francuski kierowca w historii, wygrał Rajd Wysp Kanaryjskich, wyprzedzając Hiszpanów Enrique Cruza i Yeraya Lemesa.

## Zwycięzcy odcinków specjalnych[2]
| Dzień    | Numer odcinka | Nazwa odcinka | Długość  | Zwycięzca odcinka               | Nr Sam. | Samochód              | Czas    | Śr. pr.    | Lider rajdu                     |
| -------- | ------------- | ------------- | -------- | ------------------------------- | ------- | --------------------- | ------- | ---------- | ------------------------------- |
| 28 marca | OS1           | Teror         | 11.86 km | Didier Auriol Denis Giraudet    | 102     | Citroën Xsara WRC     | 7:24.5  | 96.1 km/h  | Didier Auriol Denis Giraudet    |
| 28 marca | OS2           | San Mateo     | 16.84 km | Fernando Capdevila David Rivero | 105     | Ford Focus RS WRC '06 | 11:31.4 | 87.7 km/h  | Fernando Capdevila David Rivero |
| 28 marca | OS3           | Telde         | 14.09 km | Luis Monzón José Carlos Déniz   | 103     | Mini Cooper WRC       | 8:33.0  | 98.88 km/h | Fernando Capdevila David Rivero |
| 29 marca | OS4           | Teror         | 11.86 km | Didier Auriol Denis Giraudet    | 102     | Citroën Xsara WRC     | 7:31.4  | 94.6 km/h  | Didier Auriol Denis Giraudet    |
| 29 marca | OS5           | San Mateo     | 16.84 km | Didier Auriol Denis Giraudet    | 102     | Citroën Xsara WRC     | 11:21.1 | 89.0 km/h  | Didier Auriol Denis Giraudet    |
| 29 marca | OS6           | Telde         | 14.09 km | Didier Auriol Denis Giraudet    | 102     | Citroën Xsara WRC     | 8:23.6  | 100.7 km/h | Didier Auriol Denis Giraudet    |
| 29 marca | OS7           | Santa Lucía   | 16.61 km | Enrique Cruz Ariday Bonilla     | 4       | Porsche 911 GT3       | 9:43.3  | 102.5 km/h | Didier Auriol Denis Giraudet    |
| 29 marca | OS8           | Tejeda        | 16.88 km | Didier Auriol Denis Giraudet    | 102     | Citroën Xsara WRC     | 9:48.9  | 103.2 km/h | Didier Auriol Denis Giraudet    |
| 29 marca | OS9           | Valleseco     | 15.38 km | Didier Auriol Denis Giraudet    | 102     | Citroën Xsara WRC     | 9:54.2  | 93.2 km/h  | Didier Auriol Denis Giraudet    |
| 29 marca | OS10          | Santa Lucía   | 16.61 km | Enrique Cruz Ariday Bonilla     | 4       | Porsche 911 GT3       | 9:40.0  | 103.1 km/h | Didier Auriol Denis Giraudet    |
| 29 marca | OS11          | Tejeda        | 16.88 km | Enrique Cruz Ariday Bonilla     | 4       | Porsche 911 GT3       | 9:51.0  | 102.8 km/h | Didier Auriol Denis Giraudet    |
| 29 marca | OS12          | Valleseco     | 15.38 km | Didier Auriol Denis Giraudet    | 102     | Citroën Xsara WRC     | 9:55.2  | 93.0 km/h  | Didier Auriol Denis Giraudet    |

## Wyniki końcowe rajdu[3]
| Miejsce | Kierowca              | Pilot                  | Samochód                | Czas      | Strata   |
| ------- | --------------------- | ---------------------- | ----------------------- | --------- | -------- |
| 1       | Didier Auriol         | Denis Giraudet         | Citroën Xsara WRC       | 1:54:01.5 | –        |
| 2       | Enrique Cruz          | Ariday Bonilla         | Porsche 911 GT3         | 1:56:14.9 | +2:13.4  |
| 3       | Yeray Lemes           | Daniel Sosa            | Ferrari 360 Rally       | 1:56:26.9 | +2:25.4  |
| 4       | Sergio Vallejo        | Diego Vallejo          | Porsche 911 GT3         | 1:59:05.2 | +5:03.7  |
| 5       | José María Ponce      | Carlos Larrodé         | BMW M3                  | 2:00:27.7 | +6:26.2  |
| 6       | Surhayen Pernía       | Juan Luis García       | Mitsubishi Lancer Evo X | 2:00:28.7 | +6:27.2  |
| 7       | Miguel Ángel Quintino | Carlos Javier García   | BMW M3                  | 2:07:29.8 | +13:28.3 |
| 8       | Esteban Vallín        | Borja Odriozola        | Opel Adam R2            | 2:07:54.0 | +13:52.5 |
| 9       | Ayoze Benítez         | Joel Francisco Benítez | Toyota Yaris T Sport    | 2:08:20.8 | +14:19.3 |
| 10      | Germán Santiago       | José Ángel Batista     | Toyota Yaris T Sport    | 2:09:00.4 | +14:58.9 |